# Young (chanson)
Pour les articles homonymes, voir Young.
Young, stylisé YOUNG, est un single du chanteur sud-coréen Baekhyun et du rappeur Loco. La chanson est sortie le 31 août 2018 par SM Entertainment via STATION X 0 .

## Contexte et sortie
Le 23 juillet 2018, il est annoncé que Baekhyun va collaborer avec Loco. Le 21 août 2018, il est confirmé que le single s'intitulera Young et sortira le 31 août 2018 via SM Station X 0 .
Young est décrit comme un morceau électro pop avec une rythmique marqué et une mélodie addictive. Les paroles du morceaux évoque un sentiment de liberté auprès de la jeune génération. L'idée est de vivre sa vie comme on le veut, loin des dictats de la société.

## Accueil
Le morceau Young reçoit des critiques généralement favorables de la part des critiques musicaux. Pour Tamar Herman du magazine Billboard, « la chanson se pare du ton expressif du chanteur et du style rythmique de Loco, elle critique les normes sociétales, telles que l'éducation, qui font que les « jeunes » se détournent de leurs propres chemins distincts ». Taylor Amani du MACG Magazine déclare que « le clip vidéo et les paroles reflètent la composition irrégulière. Vouloir être unique et lutter contre des normes rigides est universel ». 

## Performances commerciales
À sa sortie, Young atteint rapidement les premières places des classements musicaux sud-coréens, notamment Melon, Genie, Bugs, Soribada et Olleh Music. La chanson a débuté en tant que numéro onze sur le Gaon Digital Chart coréen et numéro quatre sur le Billboard World Digital Songs, aux États-Unis.

## Classements

### Hebdomadaires
| Classement (2018)                  | Meilleure position |
| ---------------------------------- | ------------------ |
| Corée du Sud (Gaon)                | 11                 |
| Corée du Sud (K-pop Hot 100)       | 18                 |
| US World Digital Songs (Billboard) | 4                  |

### Mensuels
| Classement (2018)   | Meilleure position |
| ------------------- | ------------------ |
| Corée du Sud (Gaon) | 22                 |

## Distinctions
| Année | Récompense             | Catégorie       | Résultat   |
| ----- | ---------------------- | --------------- | ---------- |
| 2018  | 10e Melon Music Awards | Hot Trend Award | Nomination |

## Support de sortie
| Région       | Date         | Format                      | Label                     |
| ------------ | ------------ | --------------------------- | ------------------------- |
| Corée du Sud | 31 août 2018 | Format numérique, streaming | SM Entertainment, Dreamus |
| Autres       | 31 août 2018 | Format numérique, streaming | SM Entertainment          |